# Glycyrrhiza triphylla
Glycyrrhiza triphylla är en ärtväxtart som beskrevs av Fisch. och Carl Anton von Meyer. Glycyrrhiza triphylla ingår i släktet Glycyrrhiza och familjen ärtväxter. Inga underarter finns listade i Catalogue of Life.